# José James
José James (20 de enero de 1978) es un vocalista americano de jazz y soul. James actúa en todo el mundo como solista líder y con otros grupos.
Se lo ha definido como un cantante de jazz para la generación del hip-hop. James combina el jazz, el soul, el drum'n'bass y spoken word en su manera propia de interpretar el género. Aunque reconoce como influencias principales a los músicos John Coltrane, Marvin Gaye y Billie Holiday, el sonido en vivo de sus primeros tiempos recordaba al de iconos del jazz-soul de los años 70 como Terry Callier y su música parecía también una actualización del estilo crossover de Gil Scott-Heron; sin por ello perder personalidad.

## Carrera musical
José James asistió a la New School for Jazz and Contemporary Music. En 2008 debuta con su primer álbum, The Dreamer, bajo el sello Brownswood. Blackmagic le siguió en 2010. Ese mismo año bajo el sello Impulse! publica el álbum For All We Know, trabajo que fue galardonado con el Edison Award y el Académie du Jazz Grand Prix como Best Vocal Jazz Album de 2010.
James firmó con Blue Note Records en 2012, lanzando "Trouble", primer single para la etiqueta en septiembre de aquel año. Su cuarto álbum, No Beginning, No End, vio la luz en enero de 2013.
Durante el período posterior James se dedicó a componer en la carretera, mientras estaba de gira. Las canciones nuevas reflejan un interés renovado en artistas que escuchó al crecer (Nirvana, Radiohead) así como en otros más recientes que le habían impresionado (Frank Ocean, James Blake). El resultado se plasma en el álbum While You Were Sleeping, una colección de temas que refleja al rock, junto con el R&B y el jazz. Fue publicado en junio de 2014.
En conmemoración del centésimo cumpleaños de Billie Holiday -una cantante a la que reconoce desde el principio de su carrera como una "madre musical"- James grabó junto a una banda que ha incluido al pianista Jason Moran, al bajista John Patitucci y al batería Eric Harland, nueve canciones escritas o interpretadas en su momento por ella. El álbum, titulado Yesterday I Had the Blues, fue producido por el director del sello Blue Note Don Was y lanzado en marzo de 2015.

## Discografía

### Álbumes de estudio
- The Dreamer (2008)
- Blackmagic (2010)
- For All We Know (2010) (with Jef Neve)
- No Beginning No End (2013)
- While You Were Sleeping (2014)
- Yesterday I Had the Blues: The Music of Billie Holiday (2015)
- Love in a time of madness （2017）
- Lean On Me （2018）
- No Beginning No End 2 (2020)
- José James: New York 2020 (Live) (2021)
- Merry Christmas From José James (2021)
- On & On - José Sings Badu (2023)
- 1978 (2024)
- 1978 - Revenge Of The Dragon (2025)

### Álbumes de recopilación
- The Dreamer for Club Lovers (2008)

### Singles
- "Blackeyedsusan" (2007)
- "Park Bench People" (2008)
- "Desire (Moodymann Remix)" b/w "Love (Ben Westbeech Remix)" (2008)
- "Blackmagic" (2009)
- "Warrior" (2010)

### Apariciones de invitado
- J.A.M - "Jazzy Joint" from Just a Maestro (2008)
- Jazzanova - "Little Bird" from Of All the Things (2008)
- Nicola Conte - Rituals (2008)
- Yellowtail - "Kings & Queens" from Grand & Putnam (2009)
- DJ Mitsu the Beats - "Promise in Love" from A Word to the Wise (2009)
- Basement Jaxx - "Gimme Somethin' True" from Scars (2009)
- Basement Jaxx - "Where R We Now" from Zephyr (2009)
- Timo Lassy - "The More I Look at You" and "Ya Dig" from Round Two (2009)
- Chico Hamilton - Twelve Tones of Love (2009)
- J.A.M - "Lovejam" from Just Another Mind (2010)
- Richard Spaven - "Maz" from Spaven's 5ive (2010)
- Nicola Conte - Love & Revolution (2011)
- Oh No - "Dues n Donts" from Ohnomite (2012)
- Suphala - Alien Ancestry (2013)
- Soil & "Pimp" Sessions - "Summer Love" from Circles (2013)
- Kris Bowers - "Ways of Light" from Heroes + Misfits (2014)
- Nach - "Art Killer" from Almanauta (2018)